# Dalene Kurtis
Dalene Kurtis (Apple Valley, California, 12 de noviembre de 1977) es una modelo norteamericana, reconocida sobre todo por su aparición en la revista Playboy como Playmate de septiembre del año 2001, y su posterior elección como Playmate del año 2002.
Creció junto a sus padres en la localidad californiana de Bakersfield. Inició su carrera como modelo en un concurso de trajes de baño de la compañía Venus Swimwear, en el que resultó triunfadora. Después tuvo una destacada actuación en certámenes similares de Hawaiian Tropic.
Llegó a conocer al dueño de las empresas Playboy, Hugh Hefner, y a convertirse en una de sus siete novias, tras lo cual fue elegida como Playmate del mes de septiembre del 2001, logrando de esta manera un sueño que Dalene había tenido desde su niñez.
En su centerfold Dalene marcó un hito en la historia de las Playmates, al ser la primera en aparecer con su vello púbico totalmente depilado, dejando una huella que han seguido muchas de sus sucesoras, además de un gran tatuaje en forma de mariposa sobre sus glúteos.
Es elegida por los lectores de Playboy como Playmate del año 2002, pero esta elección, si bien fue muy bien acogida por la mayoría, no estuvo exenta de polémica: algunos lectores consideraban que, por ser una de las novias del redactor jefe de la revista, éste pudo haberla favorecido (algo similar ocurrió con su antecesora, Brande Roderick). Otros en cambio argumentaron que influyeron sentimientos patrióticos, ya que muchos la habrían elegido no por sus atributos físicos, sino por ser la representante del mes de septiembre del 2001, fecha en la que se realizaron los ataques terroristas en suelo estadounidense. El centerfold de Playmate del año muestra a Dalene Kurtis con la bandera de los Estados Unidos.
En 2003 Playboy fabricó una muñeca de plástico de Dalene, basada en escaneos computarizados de su cuerpo y rostro. Tiene además varias participaciones en ediciones especiales de Playboy.